# This Town Ain't Big Enough for Both of Us
This Town Ain't Big Enough for Both of Us är en låt av den amerikanska musikgruppen Sparks. Den är skriven av Ron Mael och inspelnigen produceraes av Muff Winwood. Den finns med som första spår på gruppens studioalbum Kimono My House från 1974. Låten utgavs som singel och kom att bli Sparks största europeiska hit.
Idéen till låten var först att Russell Mael skulle sjunga en klyschig filmreplik efter varje vers, men i slutändan valde man att bara använda låtens titel från filmen The Western Code från 1932. Låten innehåller även revolverskott som ljudeffekt, vilken producenten Muff Winwood hittade i BBCs ljudarkiv.

## Listplaceringar
| Lista (1974)   | Position             |
| -------------- | -------------------- |
| Frankrike      | 15                   |
| Nederländerna  | 4                    |
| Schweiz        | 7                    |
| Storbritannien | 2 (UK Singles Chart) |
| Västtyskland   | 12                   |